# 尾張温泉

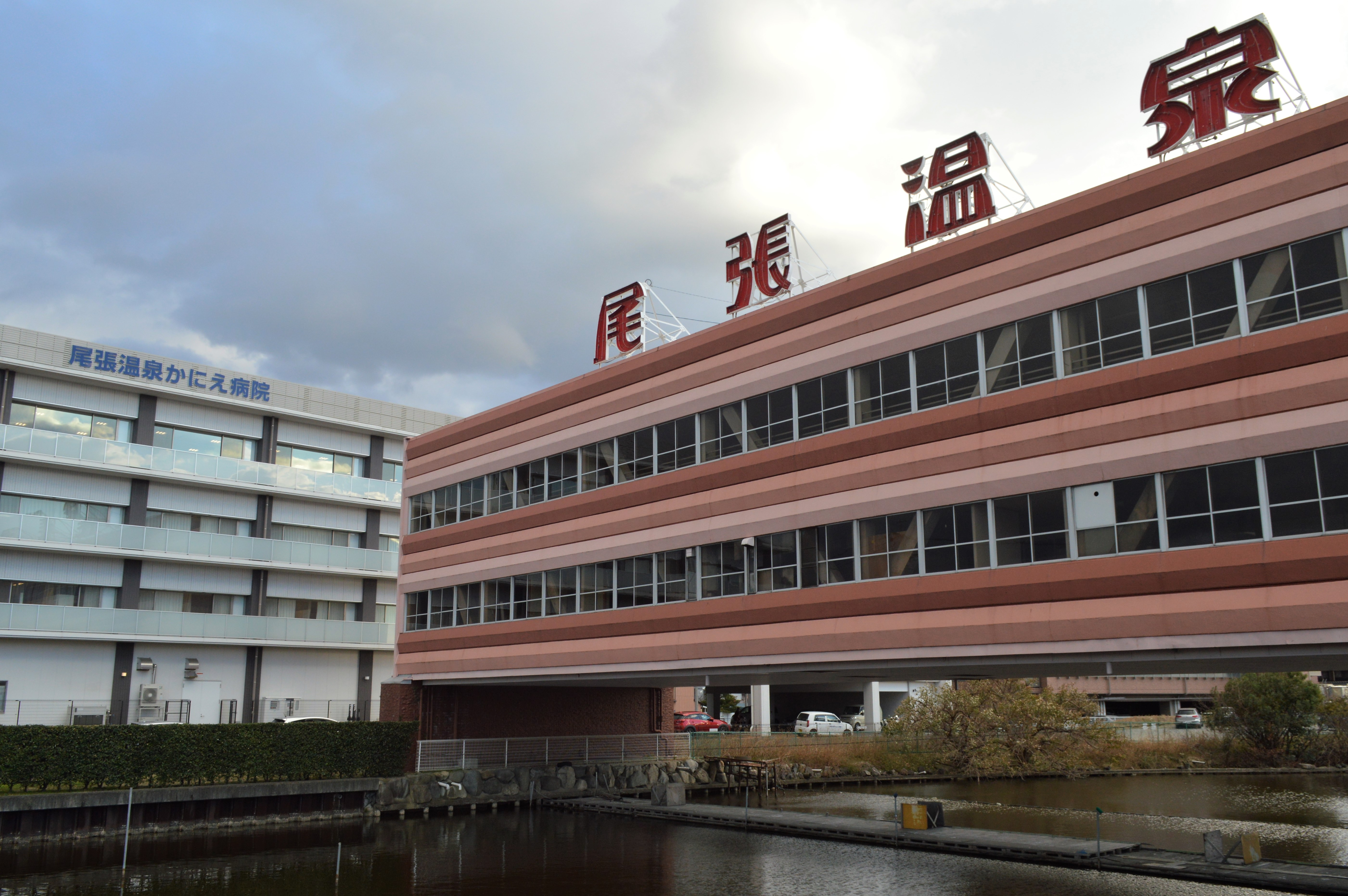
尾張温泉（右）と尾張温泉かにえ病院（左）

尾張温泉（おわりおんせん）は、愛知県海部郡蟹江町にある温泉である。

## 泉質

### 泉質の種類
- 単純温泉（低張性弱アルカリ性高温泉）
- アルカリ性単純温泉（アルカリ性低張性弱低温泉）

### 泉質の特徴
高温4本、低温2本の源泉を持ち、加温・加水無しの源泉かけ流しを行なっており、日本の名湯百選にも選出されている。

## 尾張温泉東海センター
同温泉の基幹となっている施設で、同施設の運営は東海ラジオ放送の子会社・東放企業株式会社が行なっている。なお、後述するように温泉の掘削は開業後で、当初はヘルスセンターであった。

### 歴史
1963年（昭和38年）4月25日、かにえ温泉東海ヘルスセンターとしてオープンした。東海ラジオがレジャー事業の一環として当時流行していたヘルスセンター事業へ進出することとなり、1962年（昭和37年）4月に東海ラジオが100%出資する子会社「東放企業株式会社」が設立されたという経緯を持っていた。
この頃、近隣の三重県長島町（現在の桑名市)で長島温泉が湧出したことから、調査の結果同所でも温泉湧出の可能性があることがわかり、温泉の掘削に着手。1966年（昭和41年）2月9日に温泉の湧出に成功し、当時の愛知県知事であった桑原幹根により、「尾張温泉」と命名された。
1966年3月25日、施設の改装を行ったうえで尾張温泉東海センターと改称、さらに1968年8月10日に7億5千万円をかけて改築オープンしている。施設内には1,500人を収容できる演芸ホールでは歌謡ショーや大衆演劇が催されていた。ここでは演歌歌手を招いての東海ラジオ公開録音番組「花の歌謡まつり」（最末期は毎週日曜午前7時45分より15分間放送）の収録も行われていた。さらに施設内では夏休みに子供向けのイベントとして、昆虫博覧会や万国鉄道模型展も開催されたこともあった。
かつては屋外の施設として、飛行塔・ティーカップ・子供用自転車などの子供向けの遊戯施設、1万6千ヘクタールの水田には大菖蒲園、また敷地内を流れる佐屋川を利用した釣堀、貸しボートもあったという。さらに1972年（昭和47年）11月25日には、敷地内に尾張温泉ゴルフセンターが開業している（現存せず）。
1968年（昭和43年）11月1日、宿泊施設として「尾張温泉観光ホテル」が開業した（全34室）。
その後、ホテルは2008年（平成20年）にリニューアルされたが、施設の老朽化や利用客の減少もあって、観光ホテルは2013年（平成25年）1月31日をもって閉館。東海センターの昼の部（演芸部門）の営業も同年3月30日をもって廃止され、同所で収録放送されていた「花の歌謡まつり」も同年3月31日の放送で最終回となった。同年4月8日からは日帰り温泉施設として営業を行っている。
また、2006年（平成18年）11月にはホテルに隣接して「足湯かにえの郷」がオープン。直接の施設ではないが尾張温泉から提供を受けた温泉が使用され、年中無休で利用することができる。

### 行政による入浴助成事業
尾張温泉の所在地である蟹江町では、東海センターと連携して様々な入浴助成事業を行っている。

#### 高齢者の入浴助成
蟹江町の福祉センター分館が廃止されることに伴い、高齢者の入浴事業を補う目的で、東海センターが事業の一部を代替している。
蟹江町に住所を有する60歳以上かつ介護保険の要介護、要支援認定を受けていない高齢者に対し、1年のうち12回の利用を限度として一部入浴料を助成。ただし、事前に入浴利用証と回数券を申請し、入浴の都度提示する必要がある。

#### 尾張温泉東海センター としわすれご招待
尾張温泉が毎年12月下旬に尾張温泉のある蟹江町民全世帯を対象に、東海センターへの無料入浴券の配布を行っている事業のこと。各世帯に1枚ずつ配られた招待券を持っていくことが条件となる。招待券の有効期限は決められた当日の時間帯（大抵は10時から15時ぐらい）となっている。

## 交通アクセス
- 東名阪自動車道 蟹江インターチェンジより約5分。
- 近鉄名古屋線 近鉄蟹江駅よりタクシーで約7分。
- 蟹江町お散歩バス・グリーンコース「尾張温泉東海センター前」下車すぐ。
- 1990年代までは名鉄バスセンター（名古屋駅）から尾張温泉へ直通する名鉄バスが存在した。

## その他
東海センターのほかにも、「尾張温泉」を冠名としている施設に「尾張温泉かにえ病院」が東海センターと近接する場所にある。リハビリテーションや入院患者の入浴に尾張温泉の湯を利用している。ただし、同施設は東海ラジオとは関係のない医療法人が運営している。